# Marija
Marija (ukr. Марія) – osiedle typu miejskiego na Ukrainie, w obwodzie ługańskim.

## Historia
Miejscowość założono w 1896 roku, od 1946 roku pod nazwą Łenina, od 1972 roku osiedle typu miejskiego.
W 1989 liczyło 1754 mieszkańców.
W 2013 liczyło 1070 mieszkańców.
Od 2014 roku jest pod kontrolą Ługańskiej Republiki Ludowej.
W 2016 roku przywrócono nazwę Marija.